# Joseph Warlencourt
Pour l’article homonyme, voir Warlencourt-Eaucourt.

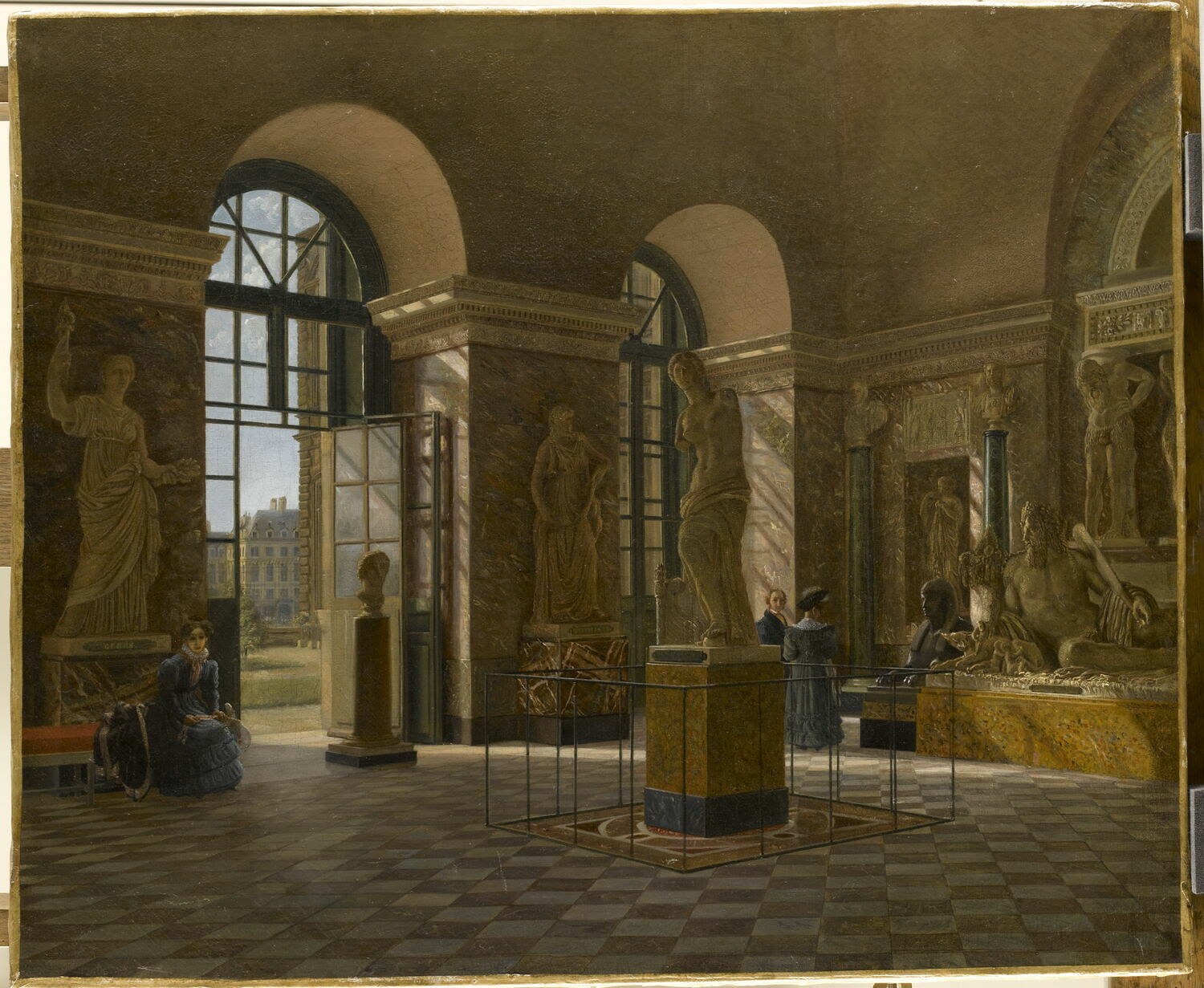
Vue de l'ancienne salle du Tibre, Louvre.

Joseph Warlencourt est un peintre belge né à Bruges le 16 janvier 1784, mort dans la même ville le 7 novembre 1845.

## Biographie
Élève de David, il exposa aux Salons parisiens de 1817 à 1841.
Il se spécialisa dans les vues d'intérieur comme la salle du Tibre du musée du Louvre.

## Œuvres
- Vue de l'église Notre-Dame de Bruges, musée Groeninge, Bruges[2].
- Vue de l'ancienne salle du Tibre, musée du Louvre, Paris[3].
- La Rotonde de Mars sous la Restauration, huile sur toile, 90 x 116 cm, musée du Louvre, Paris[4].
- Personnages dans le Salon d'Apollon au Louvre..., musée du Louvre, Paris.

## Liste des envois au Salon
- 1817, n°  787, Vue prise dans la salle du XVIIe siècle au Musée des Monuments Français.
- 1819, n° 1196, Intérieur d'un atelier.
- 1822, n° 1338, Intérieur du musée royal des Antiques.
- 1824, n° 1741, Intérieur de l'église Notre-Dame à Bruges,
- 1824, n° 1742, Intérieur d'une salle du musée des Antiques.
- 1827, n° 1048, Intérieur de la galerie des tableaux du Musée Royal.
- 1831, n° 2146, Vue prise dans la salle des Saisons au musée des Antiques du Louvre
- 1836, n° 1841, Intérieur de l'église Saint-Étienne-du-Mont.
- 1837, n° 1845, Intérieur de l'église Saint-Sauveur, cathédrale de Bruges.
- 1838, n° 1789, Intérieur de Saint-Étienne-du-Mont.
- 1838, n° 1790, Intérieur de Saint-Eustache
- 1839, n° 2107, Intérieur de Saint-Germain-l'Auxerrois.
- 1841, n° 2007, Intérieur.